# Mern
Mern — метеорит-хондрит масою 4000 грам.